# Пещера золотой розы
«Пещера золотой розы» (Фантагиро, итал. Fantaghirò) — телевизионная франшиза, снятая режиссёром Ламберто Бава (рассматривается как телесериал или как серия телефильмов в зависимости от страны показа). Первая часть создана по мотивам итальянской народной сказки «Красавица Фанта-Гиро», легенды о Тосканской принцессе. Продолжения являются авторскими, хотя содержат аллюзии на множество сказок и исторических образов.
Сериал был закуплен и дублирован на английский, немецкий, французский, испанский, словацкий, чешский и русский языки. Примечательно, что в более позднем русском закадровом переводе имя Фантагиро было изменено на Фантадивина, возможно для придания более женственного звучания. В переводах середины 1990-х годов имя главной героини переведено правильно.
Композитором выступил Амедео Минги.

## Краткое содержание
Сериал состоит из пяти частей, представляющих отдельные истории, каждая часть — из двух полуторачасовых серий.

### Первая часть

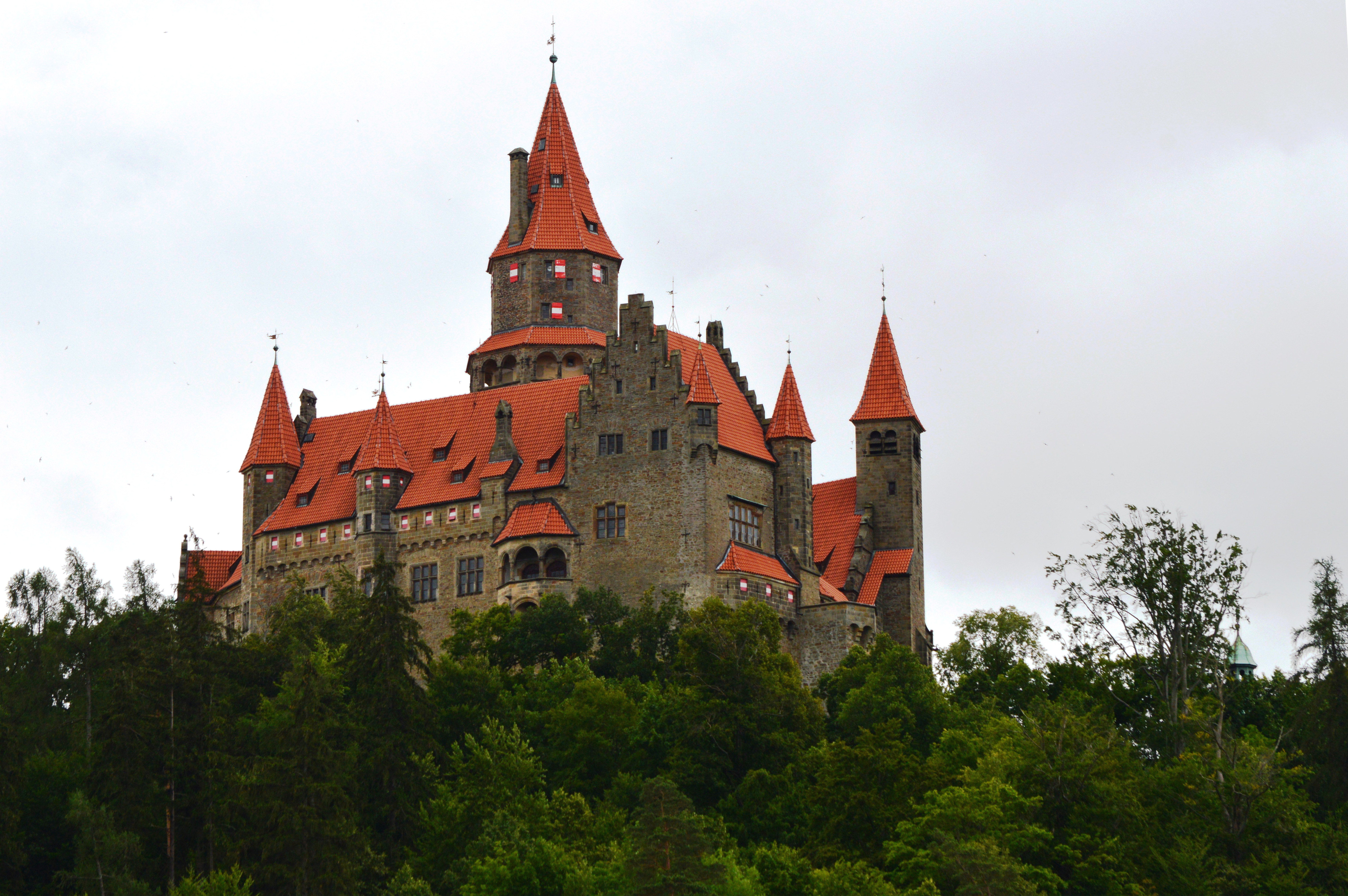
Замок Боузов в Чехии в фильме представлен как Замок Фантагиро

Идет вековая война между двумя королевствами, никто не помнит ее причин. Белая колдунья предсказывает королю (имя не называется), мечтавшему о сыне, рождение третьей дочери, и оно сразу сбывается, королева при родах умирает. В гневе король решает принести дочь в жертву дракону, живущему в Пещере Золотой Розы, но колдунья устраивает знамение, и король сохраняет жизнь дочери.
Фантагиро растет хулиганкой. Ее старшие сестры — Катерина Мудрая и Каролина Красивая. Все сёстры разные, но достаточно дружны и растут без соперничества. Фантагиро становится своевольной молодой женщиной, против правил — грамотной и образованной, у нее заносчивый бунтарский характер, свойственный юношам. Она не хочет идти под венец и сбегает в добровольное изгнание в волшебный лес, где Белая колдунья в обличии мужчины учит ее искусству боя на мечах. Там она встречает Ромуальдо — только что получившего трон молодого короля вражеского государства, и он влюбляется в нее, не зная имени. Колдунья нашептывает старому королю, что исход войны должны решить его дочери на турнире, и их отправляют в страну супостатов под видом рыцарей-мужчин, однако Катерина и Каролина в походе понимают, что это испытание не для них, и отбывают обратно ни с чем. Фантагиро продолжает путь, и ее хорошо встречают как делегата. Ромуальдо начинает догадываться, что имеет дело не с юношей, и пытается разоблачить Фантагиро. Он заманивает ее в пещеру того самого дракона, известного пристрастием к мясу женщин, с намерением лишь напугать, но она побеждает дракона довольно нелепым способом — защекотав его изнутри его пасти. Тогда влюбленный Ромуальдо вызывает Фантагиро на соревнование в плавании, чтобы изобличить в ней женщину, но она начинает поединок на озере и побеждает, однако, не может его убить. За это отец заточает ее (вернее рыцаря, которого она разыгрывает) в башню, впрочем, это скорее видимость наказания перед подданными. Ромуальдо является к королю лично, признавая свое поражение, но тот предлагает заключение мира между королевствами через брак. Сестры выходят за рыцарей, приближенных Ромуальдо, а сам он окончательно понимает, кто был его противником, они также заключают помолвку (впрочем, откладывая саму свадьбу).
Белая колдунья обличает перед всеми своевольного генерала — единственного, кто был заинтересован в продолжении войны, и превращает его в камень. Старый король отказывается от титула и отправляется в странствия как посол мира. Теперь у объединенного королевства целых шесть правителей.

### Вторая часть

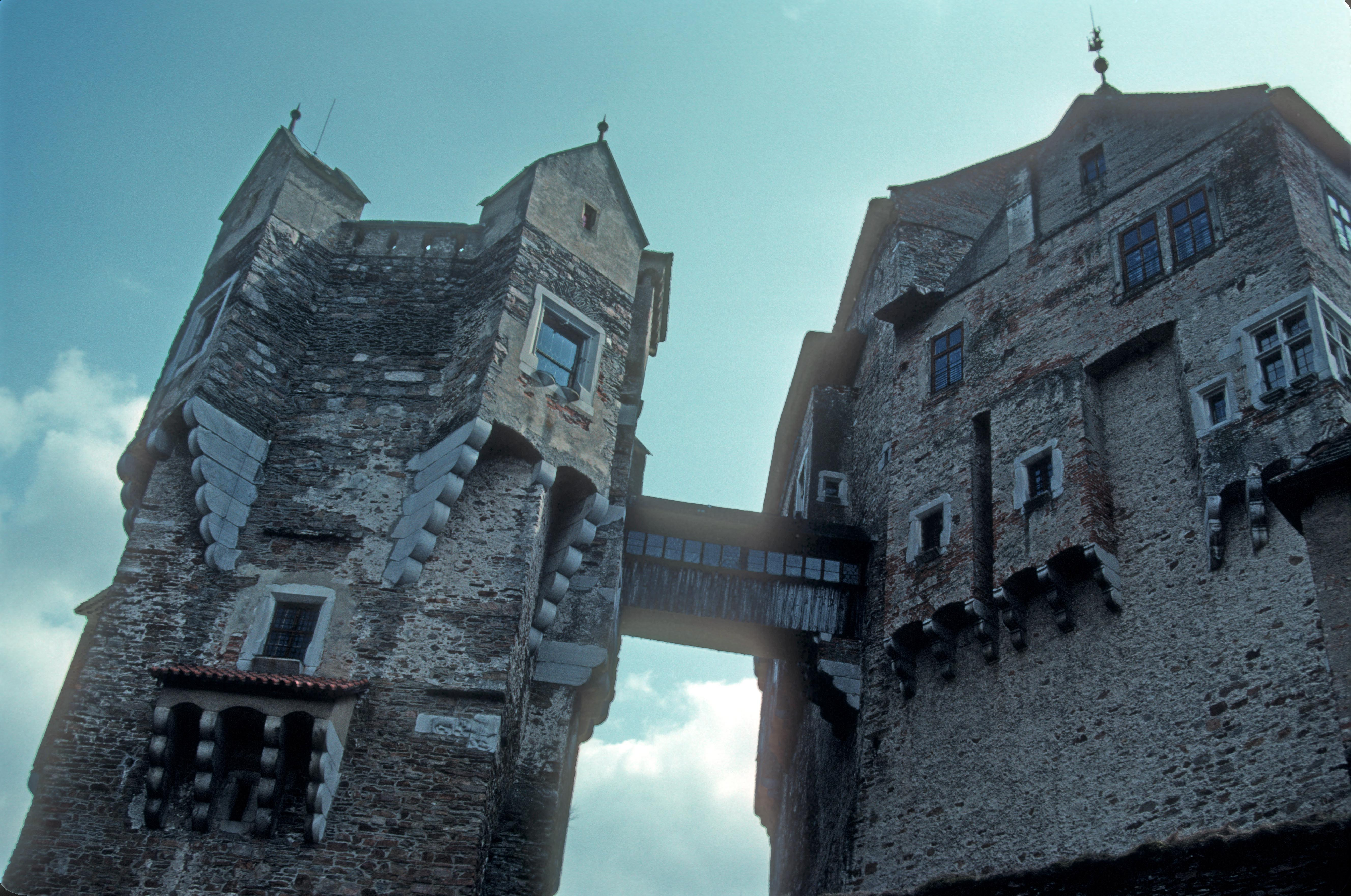
Замок Ромуальдо в фильме исполнил Замок Пернштейн (Чехия)

Молодая королева Фантагиро ждёт возвращения отца из путешествия, он должен успеть на свадьбу дочери и короля Ромуальдо. К этому времени её сестры Катерина и Каролина уже давно замужем и ждут первенцев. Готовясь стать ответственной королевой и женой, Фантагиро приносит клятву никогда больше не использовать свой меч, её клятву скрепляет чарами Белая Колдунья. Никто из героев не знает, что злая Чёрная Королева готовит заговор против Фантагиро и её королевства. Она живёт в Чёрном Замке и смертельно ненавидит мир и любовь. Её чары не действуют вне ее земель, поэтому она хочет перенести войну на свою территорию, для этого она превращает коробочку игрушечных солдатиков в настоящую армию, и те похищают бывшего короля в качестве приманки. Свадебная церемония прерывается печальным известием. Ромуальдо с армией отправляется на черный замок, но их ловят лесные духи, их королева устраивает Ромуальдо странные испытания, правильным выбором в которых является отказ: не желая охотиться, рубить дерево и строить плотину, он доказывает свою доброту и получает разрешение продолжить путь. Они находят черный замок, но злая королева принимает облик Фантагиро и целует Ромуальдо, подчиняя его своим чарам. Фантагиро, в руках которой теперь рассыпаются любые мечи, все равно отправляется в путь на своем говорящем коне Чиомадоро. Она попадает в плен к разбойникам, но ей помогают освободиться черви и говорящий камень Ранг. Ей удаётся пробраться в Чёрный Замок и предстать перед неизвестным Чёрным Королём. Там же она встречает Ромуальдо, но теперь он служит Черной Королеве и не узнаёт Фантагиро. Она снова предлагает решить военный вопрос поединком и снова оказывается против своего жениха, но его подоспевший рыцарь срывает поединок, и герои бегут. Им помогают восставшие подручные королевы Гром и Молния — дети-волшебники. Герои также берут Черного Короля в заложники, но им в итоге оказывается сам отец Фантагиро, и вне земель Королевы чары, делавшие его злодеем, спадают. Черная Королева уничтожает свою армию и преследует героев лично, но Фантагиро разыгрывает известную фольклорную сцену, давя на гордыню колдуньи и провоцируя ее превратиться во что-то прекрасное и безобидное — в хрусталь, а затем разбивает камнем. Все спасены, однако Ромуальдо больше не любит Фантагиро и просит отпустить его. В лесу она разыгрывает сцену их знакомства и поцелуем возвращает ему память и чувства. Но призрак злодейки превращает ее в лягушку. Белая колдунья уничтожает призрак злодейки волшебной стрелой. Ромуальдо целует лягушку, и Фантагиро возвращается.

### Третья часть

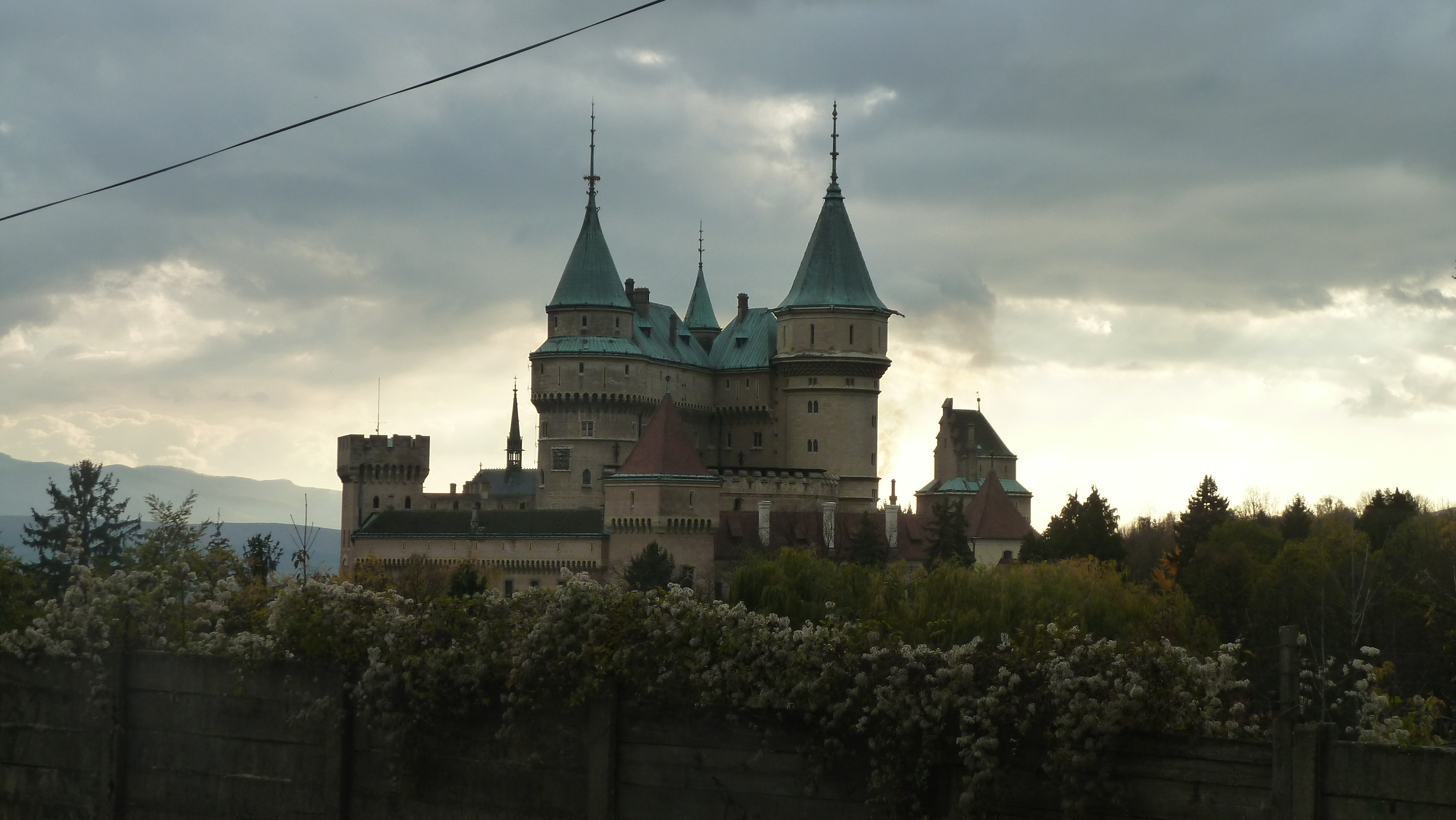
Замок Чёрной королевы в действительности — это Бойницкий замок в Словакии

Могущественный волшебник Тарабас, сын злой колдуньи Кселессии, узнаёт о пророчестве, согласно которому его победит королевский ребёнок. Он посылает армию глиняных солдат (отсылка на Теракотовую армию) похитить всех престолонаследников в окружающих землях. Когда солдаты нападают на замок Фантагиро, она прячет новорожденных племянников. Случайно она обнаруживает, что вода превращает неуязвимых солдат в камень. Ромуальдо уводит их к реке и уничтожает одного за другим. Однако он сам падает в отравленную реку и превращается в статую. Лесные эльфы достают его из реки, но вернуть к жизни не могут ни они, ни поцелуй Фантагиро, ни поцелуи других дам. Гром и Молния, подменяющие вышедшую в отставку Белую колдунью, допрашивают оживленную Черную Королеву и та объясняет, что нужен поцелуй самого Тарабаса, которого до этого никто никогда не целовал. Он в это время пытается вызнать у похищенных детей смысл пророчества, но они ничего не знают. Тогда он запирает их в конфетном доме (еще один фольклорный образ, отраженный в сказке о Гензеле и Гретель). Фантагиро спасает маленькую принцессу другой страны Эсмеральду и вызывает Тарабаса на бой. Он является ей в лесу, однако выдает себя за рыцаря и сопровождает девушек. В пути он влюбляется в Фантагиро, защищает от собственных солдат, но обнаруживает, что превращается в зверя от страсти. Тогда он покидает путниц и думает завязать со злодейством, но мать все решает за него. Грибы-прислужники, уставшие от тирании Кселессии, выдают их логово. Гром и Молния шантажом заставляют Черную королеву помогать героям, и хотя она это отрицает, добрые дела постепенно начинают ей нравиться. Они находят конфетный дом, освобождают детей и отсылают по домам на повозке. Тарабас впускает Фантагиро в логово и заключает сделку: за спасительный поцелуй она должна стать его женой. Она соглашается. Энергию поцелуя доверяют доставить Черной Королеве, но, получив назад свое отнятое ранее сердце, она сразу же всех предает. Тарабас лишает силы мать, вырастившую его без любви, ее жестоко казнят восставшие грибы. Поскольку чары первого поцелуя потеряны, а второй уже не будет иметь волшебной силы, Фантагиро велит Тарабасу поцеловать Эсмеральду, и эта энергия возвращает жизнь Ромуальдо. Именно это становится исполнением пророчества — наследница трона убивает в нем злодея. Тарабас освобождает Фантагиро от обещания стать его женой, решая ступить на путь добра. Он дарит Эсмеральде исполнение одного желания, и она загадывает воскрешение родителей, однако желание сбывается на грани иллюзии: она видит родителей, но, кажется, они будут жить в виде бабочек. При этом Эсмеральда остается приемной дочерью Фантагиро.

### Четвёртая часть
Чёрное Облако блуждает по стране, убивая животных, растения и высушивая реки. За облаком следуют три неуязвимых всадника (отсылка к всадникам Апокалипсиса). Ветер разоряет ряд земель и замок Фантагиро, от него остаются одни руины. Фантагиро знакомится с юным принцем Парселом, королевство которого постигла та же участь, вместе они едут искать виновника — колдуна Даркена. Тарабас пытается начать новую жизнь и отказаться от колдовства, но в него влюбляется восточная принцесса Андже́лика. Его доставляют к сумасбродному восточному королю и заставляют биться в клетке с Руфусом — звероподобным сыном короля, который вырос без любви, в заточении и поединках. Фантагиро прибывает туда, уговаривает Руфуса прекратить бой и сбегает с Тарабасом.
Герои приходят к вулкану и попадают в логово Даркена, которое внезапно оказывается красивым и роскошным. Он убивает Фантагиро, но вновь воскрешает под обещание Тарабаса вернуться ко злу. Он приводит Руфуса и Анджелику и шантажирует героев на убийство друг друга, но Руфус, уже познавший доброту, жертвует собой. Черная Королева, растерявшая всю злую магию, воскрешает Кселлесию, та объясняет, что облако существует не просто так и всё это время искало именно Тарабаса. Обе ведьмы прибывают в логово Даркена, и Кселлесия рассказывает, что Даркен — отец Тарабаса, именно он желал ему такой судьбы, а она не смела противиться. Чёрная королева начинает разрушение замка, компания героев и злодеев бежит, но Кселлесия внезапно жертвует собой, чтобы сын и остальные могли безопасно уйти. Герои находят свои замки, уменьшенные до игрушечных размеров, и бегут, сначала из вулкана, затем из восточного королевства. Даркен подчиняет сознание Чёрной Королевы, а затем и Фантагиро и заставляет поцеловать Тарабаса. Это ожидаемо превращает его в зверя, способного убить возлюбленную, но её спасает добродушный уродливый раб Даркена Фёдор. Она прибывает с замком на исконное место, чтобы восстановить государство, но Даркен ждёт её там. Тарабас и Фёдор помогают убить всадников — три ипостаси Даркена. Замок восстанавливается. Фёдор, который на самом деле был заколдованным Ромуальдо, возвращает свою внешность. Тарабас решает остаться с Анджеликой во имя её любви, хотя сам пока еще не свободен от чувств к Фантагиро.

### Пятая часть
Повествование начинается в параллельном мире, в котором жизнь идет идиллически, а оружие запрещено. Но покой нарушается прибытием летающего корабля, на деревню нападают пираты, состоящие из фруктов и овощей (отсылка к картинам Джузеппе Арчимбольдо), во главе с капитаном Безымянным. Еда в деревне оживает и нападет на людей. Кроты спасают детей в катакомбах, но пираты похищают множество взрослых и собираются съесть. Дети и серая колдунья Астерия используют последний волшебный корень, чтобы вызвать из иного мира воина, который их спасет. И это оказывается Фантагиро, перенос в другой мир как раз спас ее от Черной королевы, которая собиралась ее казнить. Фантагиро спасает детей от хищных яблок и выручает веселого контрабандиста Арьеса, который умеет сражаться, но боится лезть в неравную битву. Видя переживания героини о том, что она не может вернуться в родной мир, Астерия подсаживает ей во сне пиявок, высасывающих эмоции. Фантагиро идет штурмовать корабль одна, но попадает в плен, и Безымянный рассказывает ей, что является волшебным существом, созданным из дерева и путешествует по мирам, чтобы похищать и есть детей в попытках стать человеком. Ему таким образом уже удалось обрести человеческое лицо и кисть. Арьес, пытавшийся обокрасть оружейную поселения, сбегает от ополченцев и помогает Фантагиро сбежать с корабля. Астерия, некрасивая от природы, принимает облик привлекательной Черной Королевы, чтобы понравиться своему железному возлюбленному, воскрешает его, но он сразу же отвергает ее и уезжает служить Безымянному. Выдает ему расположение людей, и пираты захватывают их всех. Фантагиро и Арьес начинают испытывать чувства друг к другу, но, не желая пользоваться ее беспамятством, он возвращает ей ее потерянные эмоции — Фантагиро остается на распутье. Они снова идут штурмовать корабль, на этот раз успешно, освобожденные люди хотят сжечь корабль, не задумываясь, что он межпространственный и может вернуть героиню домой. Арьес топит железного злодея. Фантагиро преследует Безымянного, но его не берет ни шпага, ни огонь. Тогда она отдает его на съедение жукам-точильщикам. После его гибели плодовые пираты распадаются, вся еда становится нормальной, и люди закатывают пир. Фантагиро решает остаться в этом мире, и говорит Арьесу, что теперь, возможно, любит его, но ей нужно время. Дети не говорят ей, что волшебный корень отрастил новые лепестки и способен выполнить еще одно желание.

## Персонажи

### Герои
- Алессандра Мартинес — Фантагиро — принцесса, позже королева-воительница (в русском переводе — Фантадивина)
- Марио Адорф — король, отец Фантагиро (имя не называется)
- Ким Росси Стюарт — король Ромуальдо, «возлюбленный в беде»
- Анхела Молина и Катарина Колайова — Белая колдунья (в 1-й и 2-й частях соответственно)
- Стефано Даванзати — Катальдо — рыцарь, друг Ромуальдо
- Томас Валик — Ивальдо — рыцарь, друг Ромуальдо
- Орнелла Маркуччи и Барбора Кодетова — Катерина — сестра Фантагиро, принцесса, позже соправитель объединенного государства
- Катерина Брозова — Каролина — сестра Фантагиро, принцесса, позже соправитель объединенного государства
- Риккардо Сервенти Лонги — Фёдор — изуродованный прислужник Даркена, спутник Фантагиро в 4-й части, заколдованный Ромуальдо
- Анна Гейслерова — Королева эльфов

### Антагонисты
- Жан-Пьер Кассель — Генерал (имя не называется) — злодей 1-й части
- Бригитта Нильсен — Чёрная королева — ведьма, злодей 2-й части, второстепенный злодей последующих частей
- Карел Роден — Золотой глаз — разбойник, второстепенный злодей 2-й части
- Урсула Андресс — Кселлесия — ведьма, злодей 3-й части, антигерой 4-й
- Николас Роджерс — Тарабас — колдун, оборотень, злодей 3-й части, антигерой 4-й
- Хорст Буххольц — Даркен — колдун, злодей 4-й части
- Ремо Джироне — Безымянный — деревянный гомункул, пират, людоед, злодей 5-й части

### Антигерои
- Агата Де Ла Фонтейн — Андже́лика — своевольная принцесса восточного королевства, влюблена в Тарабаса
- Оресте Гвиди — Руфус — зверочеловек, гладиатор, сын восточного короля
- Люка Венантини — Арьес — контрабандист, фехтовальщик, антигерой 5-й части
- Микаэла Мэй — Астерия — «серая» колдунья, которая борется за свой народ, но не гнушается средствами, персонаж 5-й части

### Дети — спутники Фантагиро
- Якуб Зденек — Гром (Фульмин) — маленький колдун, прислужник Черной королевы, восставший против нее, персонаж 2 и 3 частей
- Ленка Кубалькова — Молния (Саэтта) — маленькая колдунья, сестра Грома, персонаж 2 и 3 частей
- Елена Д’ипполито — Эсмеральда — маленькая принцесса, спутница и нареченная дочь Фантагиро в 3-й части
- Гайя Булфери Булфери — Парсель — маленький король другого (закадрового) государства, спутник Фантагиро в 4-й части
- Людвиг Бриан — Масала — храбрый мальчик, спутник Фантагиро в 5-й части

## Прием
«Фантагиро» имела немалый успех, стала культовым произведением в жанре фэнтези и была показана в более чем 50 странах мира. Первая трансляция, состоявшаяся 22 декабря 1991 года, собрала в Италии аудиторию в более 6 миллионов зрителей с долей 27,5 %. В англоязычных странах и России транслировалась под названием «Пещера золотой розы», в Германии известна как «Принцесса Фантагиро».

## Отмененные продолжения
Финал пятой части остался открытым и не отражает истинного завершения серии. Создатели надеялись на дальнейшие продолжения в виде 6-й и 7-й части, в которых Фантагиро должна была путешествовать по мирам и в итоге вернуться в родное королевство. Но продолжения были отложены на неопределенный срок из-за резкого падения рейтингов 5-й части во время показа на Рождество 1996 года.
В 2007 в Милане создатели Бава и Ромоли представили проект продолжения «Возвращение Фантагиро» для Mediaset, чему от части способствовало давление поклонников серии, разочарованных концом пятой части. Алессандра Мартинес, Бригитта Нильсен и Николас Роджерс были согласны на участие в продолжении, но проект не был реализован из-за трудностей совместного производства и высокой стоимости.

## Факты
Ким Росси Стюарт, сыгравший роль Ромуальдо, решил покинуть проект после трех частей, и это повлияло на сценарий продолжений, которые были вынуждены отталкиваться от актерского состава. Появление Ромуальдо в конце четвертой части — это просто кадры из первой.
Бригитта Нильсен основывала свою намеренно карикатурную роль на персонаже Злой Королевы в диснеевской «Белоснежке» (1937). Ее роль Черной ведьмы была так хорошо воспринята публикой, что Бава решил оживить персонажа для всех последующих частей.
Семью годами ранее Нильсен исполнила свою культовую заглавную роль в фильме «Рыжая Соня», где её героиня сражалась с подобной злой королевой Гедрен.
Сама по себе пещера золотой розы фигурирует только в первой части, появляясь лишь в двух сценах и почти не влияя на общий сюжет. Посетив ее, Фантагиро устраивает обвал, запечатывая ее вместе с драконом.